# 在神戸パナマ総領事館
在神戸パナマ総領事館（スペイン語: Consulado General de Panamá en Kobe、英語: Consulate-General of Panama in Kobe）は、パナマが日本の兵庫県神戸市に設置している総領事館である。

## 沿革
1904年1月7日、日本とパナマの間で外交関係が樹立される。
第二次世界大戦前に在神戸パナマ領事館（スペイン語: Consulado de Panamá en Kobe、英語: Consulate of Panama in Kobe）が設置されたが、1931年6月に領事館が閉鎖された。両国の国交は大戦の影響により途絶えたが、1953年2月20日に外交関係が再開された。その後、遅くとも1959年までに神戸の領事館が再開されている。戦後しばらくの間、神戸市中央区の旧ヒルトン邸がパナマ領事館となっていた。
現在は領事館ではなく総領事館となっており、中央区京町のビルに入居している。2001年から2008年までの間は、神戸に常駐する唯一の総領事館であった。また、1995年から2001年および2008年以降、2館しかない在神戸総領事館のうちの1館となっている（もう1館は韓国総領事館）。

## 所在地
〒650-0034　兵庫県神戸市中央区京町71 山本ビル7階

## 領事・総領事

### 総領事
| 代 | 氏名（日本語）                                   | 氏名（スペイン語）                 | 着任   | 退任     | 備考           |
| -- | ------------------------------------------------ | ---------------------------------- | ------ | -------- | -------------- |
|    | エクトル・ローランド・クレスポ・バリア           | Héctor Rolando Crespo Barria       |        | 2003年   | ドイツ駐箚大使 |
|    | ベナンシオ・ロペス・マドリード                   | Venancio López Madrid              | 2003年 | 2005年   | [ 7 ]          |
|    | フアン・アントニオ・スアレス・プガ               | Juan Antonio Suárez Puga           | 2005年 | 2009年   | [ 8 ]          |
|    | アルベルト・アリスティデス・アロセメナ・メディナ | Alberto Arístides Arosemena Medina | 2009年 | 2012年   | カナダ駐箚大使 |
|    | カルロス・エドゥアルド・ドゥケ・チェバリエル     | Carlos Eduardo Duque Chevalier     | 2012年 | 2014年   | [ 11 ]         |
|    | ラファエル・アパリシオ・セデニョ                 | Rafael Aparicio Cedeño             | 2014年 | 2019年   | 関西領事団長   |
|    | ビクトル・ハビエル・アルメンゴル・カバジェロ     | Víctor Javier Almengor Caballero   | 2019年 | 2024年   | [ 13 ]         |
|    | アレハンドロ・デ・レオン・デ・ラ・グアルディア   | Alejandro De Leon De La Guardia    | 2024年 | （現職） | [ 13 ]         |

## 管轄区域
福井県、近畿地方、中国地方、四国、九州